# Mauro Beting
Mauro Alexandre Zioni Beting (São Paulo, 2 de setembro de 1966) é um jornalista esportivo brasileiro. Atualmente é comentarista na X-Sports, no TNT Sports, no SBT e na Rádio Bandeirantes, além de colunista nos sites Yahoo!, Torcedores.com e Nosso Palestra, editor da revista Corner e comentarista do game Pro Evolution Soccer desde 2010.
É torcedor declarado do Palmeiras.

## Biografia
Foi aluno do curso de Direito na Universidade de São Paulo (USP) e em Jornalismo na Faculdade Integradas Alcântara Machado (FIAM), já chegou a fazer o curso de arbitragem e também o curso para ser treinador de futebol. Reprovou por faltas no último ano na USP e não concluiu o curso.
Mauro Beting passou para o jornalismo esportivo em 1990, depois de uma matéria sobre o aniversário da morte de Garrincha. Antes, era crítico musical e repórter político. A partir de 1995, passou a ter uma coluna no jornal Folha da Tarde (o jornal mudou de nome para Agora em 1999).
Na TV, começou pelo SporTV, quando o canal estreou uma equipe própria em SP, em 1995. Em 1996, chegou a trabalhar na ESPN. Em 1997, estreou na Rede Bandeirantes, ficando na primeira passagem até 2002, quando se transferiu para a Record (antes, conciliou a emissora aberta com o canal fechado PSN). Voltou à Band em 2005 e passou a trabalhar também no BandSports, comandando o Beting & Beting junto de seu pai, Joelmir Beting. Em 2007 estreou como comentarista no canal recém-criado Esporte Interativo. No rádio, começou na Rádio Gazeta e depois foi para a Bandeirantes.
Em 2011, foi eleito melhor comentarista esportivo de televisão e melhor comentarista de rádio no Prêmio Ford-Aceesp.
Em 2014, Mauro Beting deixou os canais Band, BandSports e Esporte Interativo, para assinar contrato com a Fox Sports Brasil, onde comentaria a Copa do Mundo e participou de diversos programas da emissora.
Beting continuou apenas com alguns trabalhos na Rádio Bandeirantes, mas deixou-a definitivamente em março de 2015, estreando no mês seguinte como comentarista da Rádio Jovem Pan.
Em março de 2016, tornou-se blogueiro do UOL. Em outubro deixou a Fox Sports Brasil, após a emissora mudar sua sede para o Rio de Janeiro, e assinou novamente com o Esporte Interativo para transmitir a Liga dos Campeões da UEFA, apresentar programa próprio e tocar projetos digitais.
O jornalista voltou a ter uma coluna no site Yahoo! em junho de 2020.
Em setembro de 2020 fechou acordo para ser comentarista do SBT, para a transmissão da Libertadores da América, mas continuando no Esporte Interativo.
Despediu-se da Jovem Pan em outubro de 2023, onde estava desde 2015. O jornalista retornou à equipe de esportes da Rádio Bandeirantes, onde trabalhou entre 2003 e 2015.
Em 2024 tornou-se refundador do portal de notícias PorcoNet, site especializado em cobertura do dia a dia do Palmeiras. A página já era famosa por ser a principal mídia palestrina segmentada nos anos 2000 e 2010, mas encerrou suas atividades em 2018, retornando seis anos depois. No mesmo ano, assumiu a função de apresentador interino do Arena SBT após a saída de Cléber Machado do programa por ter o contrato rescindido ao apresentar à Record ainda como contratado do SBT.

### Games
Mauro Beting também é comentarista oficial do game Pro Evolution Soccer desde 2010, com edições narradas por Silvio Luiz e outras ao lado de Milton Leite.

### Museu
É curador do Museu da Seleção Brasileira e um dos curadores do Museu Pelé.

## Livros
Lançou o seu primeiro livro em dezembro de 2003: Bolas & Bocas – Frases de Craques e Bagres do Futebol, publicado pela editora Leia Sempre.
Já publicou vinte livros, incluindo as biografias do ex-goleiro Marcos e do músico Nasi.

### Livros publicados
- Bolas & Bocas – Frases de Craques e Bagres do Futebol (2003)[18]
- Os Dez Mais do Palmeiras (Maquinária Editora - 2009)[19][20]
- As Melhores Seleções Estrangeiras de Todos os Tempos (Editora Contexto - 2010)[21][22][23]
- 1981 (Maquinária Editora - 2011), coautoria de André Rocha[24][25]
- Nunca Fui Santo: O Livro Oficial do Marcos (Universo dos Livros - 2012)[26][27]
- A Ira de Nasi (Editora Belas Letras - 2012), coautoria de Alexandre Petillo[28][29]
- Futebol É com a Rádio Bandeirantes: Palmeiras (Panda Books - 2012)[30]
- O Dia em que me Tornei... Palmeirense (Panda Books - 2013)[3]
- 20 Jogos Eternos do Palmeiras (2013)[24]
- Neymar: Conversa entre Pai e Filho (Universo dos Livros - 2013), coautoria Ivan Moré[31]
- Palmeiras, 100 Anos de Academia (Magma Cultural - 2014)[32][33]
- Meu Nome É Enea Palmeiras. O Maior Campeão do Brasil (Onze Cultural - 2015), coautoria de Bruno Elias[34][35]
- Palmeiras: O Campeão do Século - Histórias, Lutas e Glórias (2016)[36]
- Fiori Gigliotti: o Locutor da Torcida Brasileira (2019), coautoria de Paulo Rogério[37]
- Contos de Thunder – A Biografia (2020), coautoria de Luiz Thunderbird e Leandro Iamin[38][39]

## Cinema
Também é diretor de quatro documentários: 
- 12 de Junho de 1993 – O Dia da Paixão Palmeirense (2014)[40][41]
- Palmeiras – Campeão do Século (2016)[42][43][44][45]
- 1999 - A Conquista da América (2021)[46]

## Prêmios
Integra o Hall dos Notáveis do Troféu ACEESP (Associação dos Cronistas Esportivos do Estado de São Paulo), por chegar à conquista do Troféu em 10 ocasiões.
Recebeu a referência de "Mestres de Jornalismo" do Prêmio Comunique-se, honraria dada ao jornalista que venceu o prêmio por três vezes consecutivas ou cinco não consecutivas.
| Ano  | Prêmio                                                                     | Categoria              | Resultado | Ref.          |  |
| ---- | -------------------------------------------------------------------------- | ---------------------- | --------- | ------------- |  |
| 2003 | Troféu ACEESP (Associação dos Cronistas Esportivos do Estado de São Paulo) | Colunista de Jornal    | Venceu    | [ 48 ]        |  |
| 2004 | Troféu ACEESP (Associação dos Cronistas Esportivos do Estado de São Paulo) | Comentarista de Rádio  | Venceu    | [ 49 ]        |  |
| 2005 | Troféu ACEESP (Associação dos Cronistas Esportivos do Estado de São Paulo) | Comentarista de Rádio  | Venceu    | [ 50 ]        |  |
| 2006 | Troféu ACEESP (Associação dos Cronistas Esportivos do Estado de São Paulo) | Comentarista de Rádio  | Venceu    | [ 51 ]        |  |
| 2007 | Troféu ACEESP (Associação dos Cronistas Esportivos do Estado de São Paulo) | Comentarista de Rádio  | Venceu    | [ 52 ]        |  |
| 2008 | Troféu ACEESP (Associação dos Cronistas Esportivos do Estado de São Paulo) | Comentarista de Rádio  | Venceu    | [ 53 ]        |  |
| 2009 | Troféu ACEESP (Associação dos Cronistas Esportivos do Estado de São Paulo) | Comentarista de Rádio  | Venceu    | [ 54 ]        |  |
| 2010 | Troféu ACEESP (Associação dos Cronistas Esportivos do Estado de São Paulo) | Comentarista de TV     | Venceu    | [ 55 ]        |  |
| 2011 | Troféu ACEESP (Associação dos Cronistas Esportivos do Estado de São Paulo) | Comentarista de Rádio  | Venceu    | [ 56 ]        |  |
| 2011 | Troféu ACEESP (Associação dos Cronistas Esportivos do Estado de São Paulo) | Comentarista de TV     | Venceu    | [ 56 ]        |  |
| 2012 | Troféu ACEESP (Associação dos Cronistas Esportivos do Estado de São Paulo) | Comentarista de Rádio  | Venceu    | [ 57 ]        |  |
| 2012 | Troféu ACEESP (Associação dos Cronistas Esportivos do Estado de São Paulo) | Comentarista de TV     | Venceu    | [ 57 ]        |  |
| 2013 | Troféu ACEESP (Associação dos Cronistas Esportivos do Estado de São Paulo) | Comentarista de Rádio  | Venceu    | [ 58 ]        |  |
| 2013 | Troféu ACEESP (Associação dos Cronistas Esportivos do Estado de São Paulo) | Comentarista de TV     | Venceu    | [ 58 ]        |  |
| 2013 | Prêmio Comunique-se                                                        | Esporte: Mídia Escrita | Venceu    |               |  |
| 2013 | Prêmio Comunique-se                                                        | Esporte: Mídia Falada  | Venceu    |               |  |
| 2015 | Prêmio Comunique-se                                                        | Esporte: Mídia Escrita | Venceu    | [ 59 ]        |  |
| 2017 | Prêmio Comunique-se                                                        | Esporte: Mídia Escrita | Venceu    |               |  |
| 2019 | Prêmio Comunique-se                                                        | Esporte: Mídia Falada  | Indicado  | [ 60 ]        |  |
| 2021 | Prêmio Comunique-se                                                        | Esporte: Mídia Falada  | Venceu    | [ 61 ] [ 62 ] |  |

## Vida pessoal
É filho do falecido jornalista Joelmir Beting, irmão do escritor e publicitário Gianfranco Beting e primo do jornalista Erich Beting.
Foi casado com a jornalista Helen Martins, com quem teve os filhos Gabriel e Luca. Atualmente é casado com Silvana Ramenzoni Sefrin Beting.